# Tando Velaphi
Tando Velaphi (sinh ngày 17 tháng 4 năm 1987) là một cầu thủ bóng đá người Úc.

## Đội tuyển bóng đá quốc gia Úc
Tando Velaphi được triệu tập vào đội tuyển bóng đá quốc gia Úc tham dự Thế vận hội Mùa hè 2008.